# Teatre romàntic espanyol
El teatre romàntic espanyol és el conjunt de produccions teatrals del romanticisme a Espanya. Davant el neoclassicisme, s'alça el drama d'estil romàntic. Aquest es plasma -fonamentalment- en dos subgèneres: la tragèdia i el melodrama -que eren els més adequats a les seves característiques- i desenvolupa un altre: l'òpera.
El teatre romàntic espanyol duu a l'escenari les tensions de la societat i els conflictes existencials de l'home, però ambientades al passat històric o llegendari de l'edat mitjana. És un teatre d'intrigues complicades, de fantasmes, de boscs encantats, de runes grandioses i, sens dubte, d'amor i de mort.
Els autors principals són Antonio García Gutiérrez, Juan Eugenio Hartzenbusch, el Duque de Rivas, José Zorrilla i Francisco Martínez de la Rosa.